# Зарнівка
Зарнівка — річка в Україні, у Костопільському районі Рівненської області. Ліва притока Горині (басейн Дніпра).

## Опис
Довжина річки 14 км, похил річки — 3,3 м/км. Площа басейну 62,5 км².

## Розташування
Бере початок на південно-західній стороні від села Вигін. Спочатку тече на південний захід через Постійне, потім повертає на південний схід. Далі тече понад Деражним і впадає в річку Горинь, праву притоку Прип'яті.
Річку перетинає автошлях Т 1817